# اولوداغ
اولوداغ تلفظ ترکی: [ˈuɫuda:]، (همچنین کوه المپ بیتونی)، کوهستانی است در استان بورسا، ترکیه، با ارتفاع ۲۵۴۳ متر (۸۳۴۳ فوت).
بدلیل تشابه نام این کوه با المپ (المپوس باستانی) که در اساطیر یونان جایگاه خدایان بوده است و همچنین با المپوس قبرس نباید اشتباه شود.
در زبان ترکی استانبولی، به معنی " کوه بزرگ " است. در دوران باستان دامنه ای که بخشی از آن گسترش می‌یابد، در امتداد لبه جنوبی بیتنیا گسترش می‌یابد. شهر بورسا به دلیل نزدیک بودن به این دو کوه بزرگ و دامنه‌های آن شهرت پیدا کرد. در طول قرون وسطی، حاوی فریضه‌ها و صومعه‌ها بود: "ظهور این مرکز صومعه ای در قرن ۸میلادی و اعتبار آن تا یازدهم میلادی به مقاومت بسیاری از راهبان در برابر سیاست شمایل گرایان مرتبط است. امپراطورها و سپس با مخالفت نهفته با رهبانیت شهری، کنستانتینوپولیتی استودیت ". از بزرگترین راهبان شرق مسیحی، راهب بیزانس عجیب و کارگر سنت ژوانسیوس بزرگ، به عنوان یک زاهد در این کوه زندگی می کرند.
کوه اولوداغ بلندترین کوه منطقه مرمره است. بلندترین قله آن کارتالتِپِ است به (انگلیسی:Kartaltepe) با ۲۵۴۳ متر ارتفاع (۸۳۴۳ فوت). در شمال، فلات‌های مرتفع وجود قرار دارد.

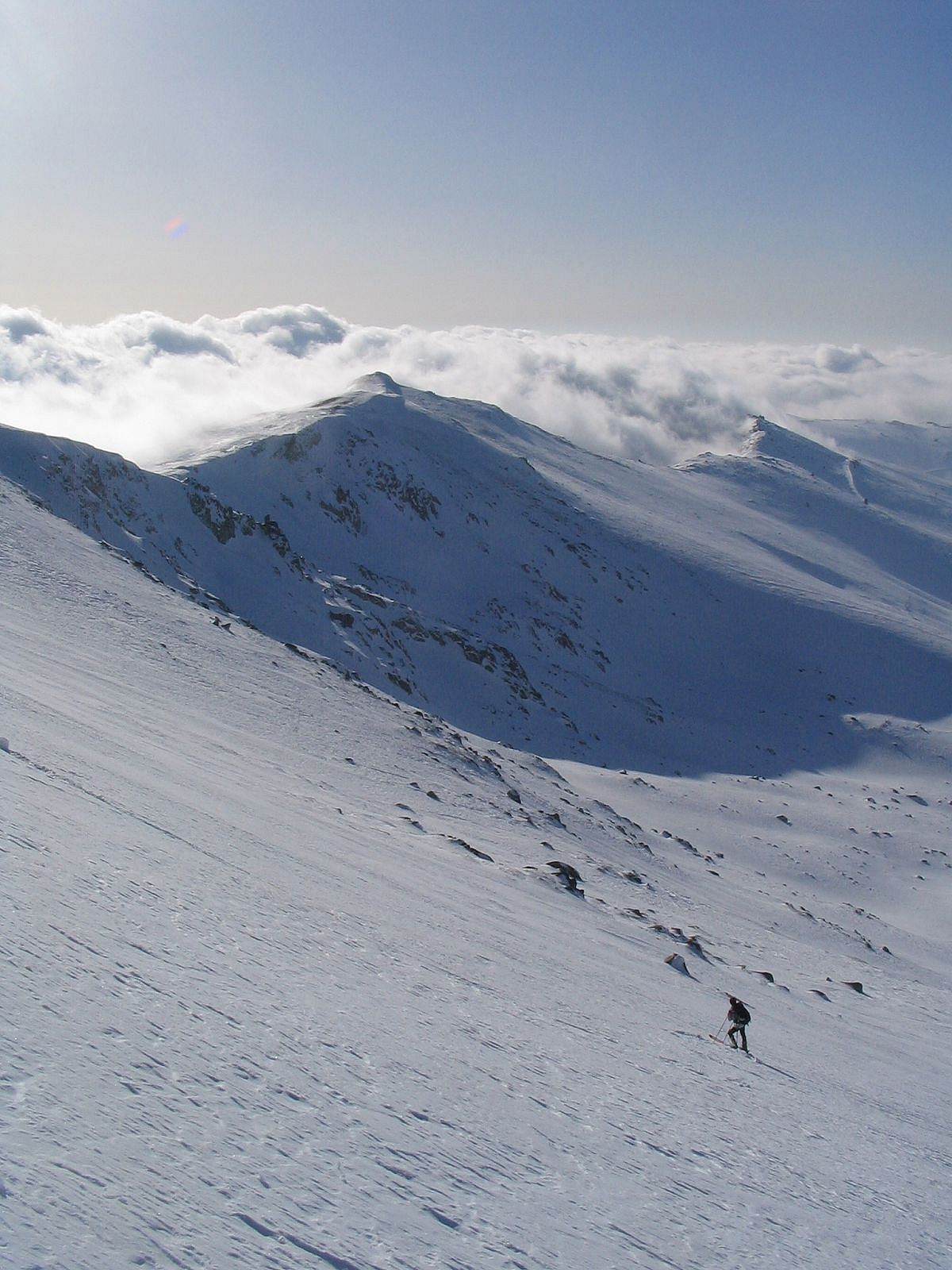
اسکی (ورزش) در محدوده اولوداغ (عکس فوریه ۲۰۰۷میلادی)

در نزدیکی قله یک معدن متروکه وجود دارد. این معدن و کارخانه یکپارچه که در سال ۱۹۷۴میلادی به مبلغ ۶۰ میلیون دلار ساخته شده بود، در سال ۱۹۸۹میلادی به دلیل هزینه‌های بالای استخراج بسته شد. این منطقه یک مرکز محبوب برای ورزش‌های زمستانی مانند اسکی، و یک پارک ملی از گیاهان و جانوران دارد که بسیاری از گونه‌ها را در خود جای داده‌است. فعالیت‌های تابستانی، مانند پیاده‌روی و اردو زدن، نیز در این منطقه بسیار محبوب است و هر ساله بسیاری از علاقه‌مندان را به خود جذب می‌کند.

## پارک ملی اولوداغ ترکیه
بلندترین منطقه در غرب آناتولی، که به راحتی با ماشین یا تله کابین می‌توانید از آن بالا بروید و به قلعه برسید. این پارک حدود ۲۲ کیلومتر (۱۴ مایل) جنوب بورسا فاصله دارد و از آنجا تابلوهای راهنمایی برای مسیر یابی و ادامه راه وجود دارد. از استانبول می‌توان از طریق جاده به بورسا رسید. این تله کابین از بورسا بالا می‌رود و در ارتفاعات ۱۲۰۰متر (۳۹۳۷ فوت) در چمن‌زارهای کوهستانی کدیایلا توقف دارد. در ساریالان در حدود ۱۶۳۰ متر (۵۳۴۸ فوت) انتهای راه است و پارک تمام خواهد شد.
زیستگاه‌های این پارک از ماکی در دامنه‌های پایین‌تر، از طریق جنگل‌های درختان برگ ریز و جنگل درختان راش و صنوبر تا مراتع کوهستانی در بالاترین سطح است. این پارک ملی یک پناهگاه برای پرندگان کوهستانی است، مانند لامارجیر و سایر کرکس‌ها، عقاب طلایی و بیش از ۲۰ گونه رپتور و دیگر پرندگان مشابه آن در این پارک ملی یافت می‌شود. این منطقه همچنین دارای غذاهای ویژه شرقی و محلی است مانند ایزابلین گندم.
جنگل انبوه صنوبر، چربی گریز با انگشتان کوتاه (نوعی پرنده)، صفراوی مشترک (نوعی پرنده) و جغد (نوعی پرنده)، پرنده‌های نادر و بسیار محلی در ترکیه هستند و همچنین دارکوب پشت سفید (نوعی پرنده) را در خود جای داده‌است. پروانه‌های بسیار کم‌یاب و محلی بومی این منطقه از جذاب‌ترین و کم‌یاب‌ترین پروانه‌های جهان می‌باشد که، در اولوداغ فقط پیدا می‌شود.